# ロンシャン (フランスの企業)

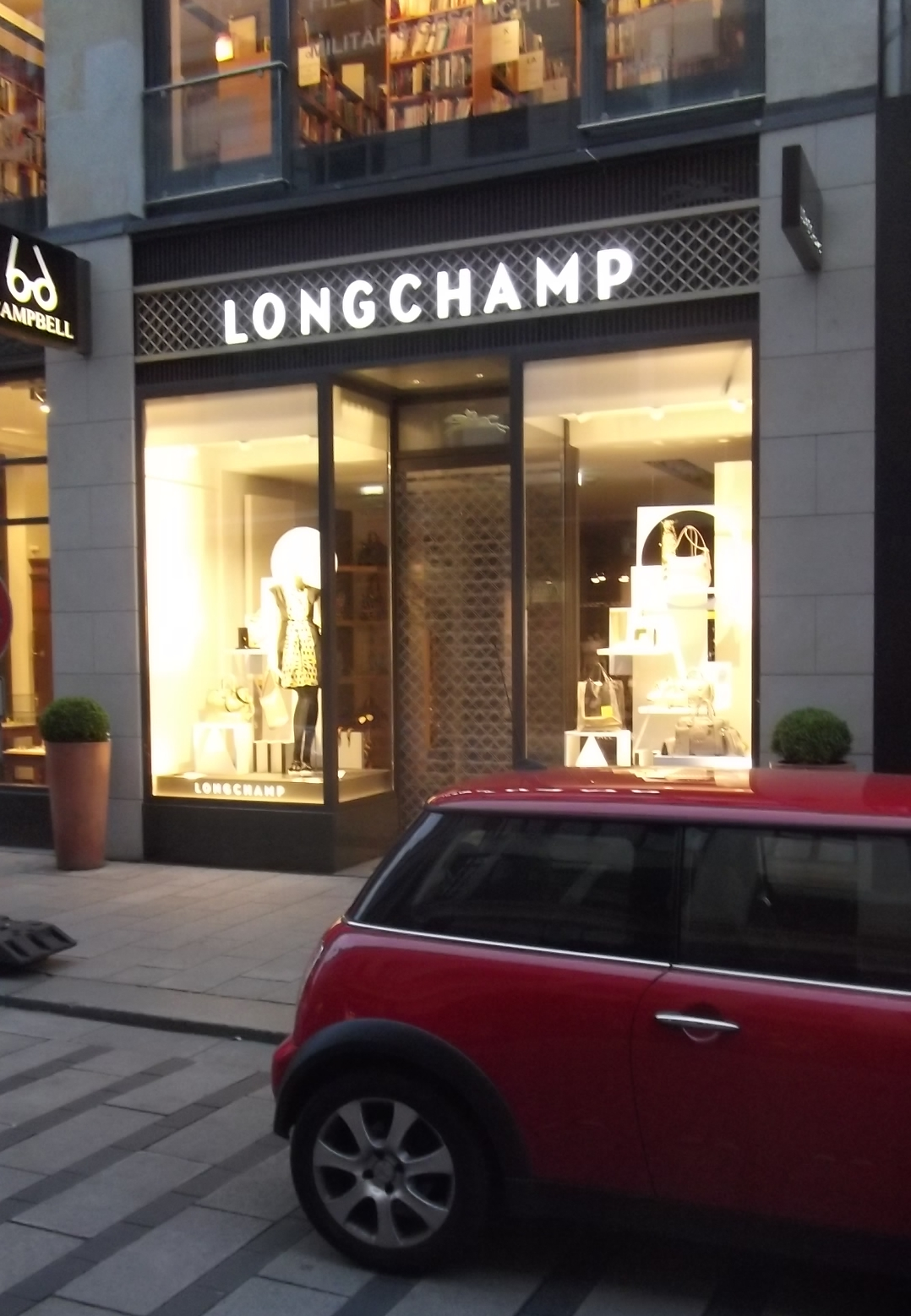
ハンブルク店（ノイアーヴァル、）

ロンシャンは、ジャン・キャスグランが1948年にパリに創業したフランスのラグジュアリー・レザーグッズブランドである。
ジャン・キャスグランは世界初の高級革巻きパイプを製作し、その後財布やパスポートカバーといった革小物へと製作を拡大した。ロンシャンは1971年に最初のレディースハンドバッグを発表し、フランスのレザーグッズを代表する一社となった。 
ロンシャンにとっての大きな転機は、ナイロン素材の使用とともに訪れた。1970年代にロンシャンは、革とナイロンを使用したラゲージ シリーズを考案。これは、当時販売されていた重いスーツケースとは異なり、初めての軽量な旅行バッグであった。この発明が、数十年後に「ル プリアージュ」の名で世界中に知られることとなるレディースハンドバッグのデザインへとつながった。
ブランドの最もアイコニックな製品である「ル プリアージュ」は、コンパクトに折り畳める革新的なレディース ハンドバッグである。発売と同時にたちまち人気を博したル プリアージュは、今もロンシャンのベストセラー製品となっている。ナイロン素材をはじめとしたル プリアージュのデザインは、様々なフォルム、パターン、カラー、素材で再構想・再考案され続けている。
ロンシャンは、レザーとキャバス地のハンドバッグ、ラゲージ、シューズ、トラベルアイテム、ファッションアクセサリー、「プレタポルテ」のウィメンズデザイナーラインを含む、幅広いラグジュアリー グッズを送り出している。
ロンシャンは、有名ストリートやアベニューに店舗を構える300以上の高級ブティックをはじめ、世界80ヵ国の1500にのぼる流通拠点で展開している。
尚、現在も創業一族であるキャスグラン家が会社を所有・経営している。

## 歴史

### 1948年：ロンシャンの創業
1948年に、ジャン・キャスグランは、パリにある父親のタバコ屋「オ・シュルタン」を受け継いだ。
ジャン・キャスグランは第二次世界大戦後、連合軍にタバコと喫煙具を供していた。その中でも一番利益が高かったのは、パイプの販売であった。兵士たちは、少しずつ店の常連客になっていった。
連合軍が終戦後パリを去った後、ジャン・キャスグランは事業を多角化した。1950年代に、エキゾチックな革が特徴の世界初ラグジュアリー革巻きパイプを発表。エルヴィス・プレスリーといった海外セレブたちが、この革巻きパイプを好んだ。 
ジャン・キャスグランは、「ジャン・キャスグラン＆カンパニー」と命名した会社を立ち上げ、喫煙者向け革巻きアイテムの販売を拡大。パリで薄紙販売をしていた親戚が既にキャスグランの名を使っていたため、ブランド名はパリのロンシャン競馬場に因んで付けられた。

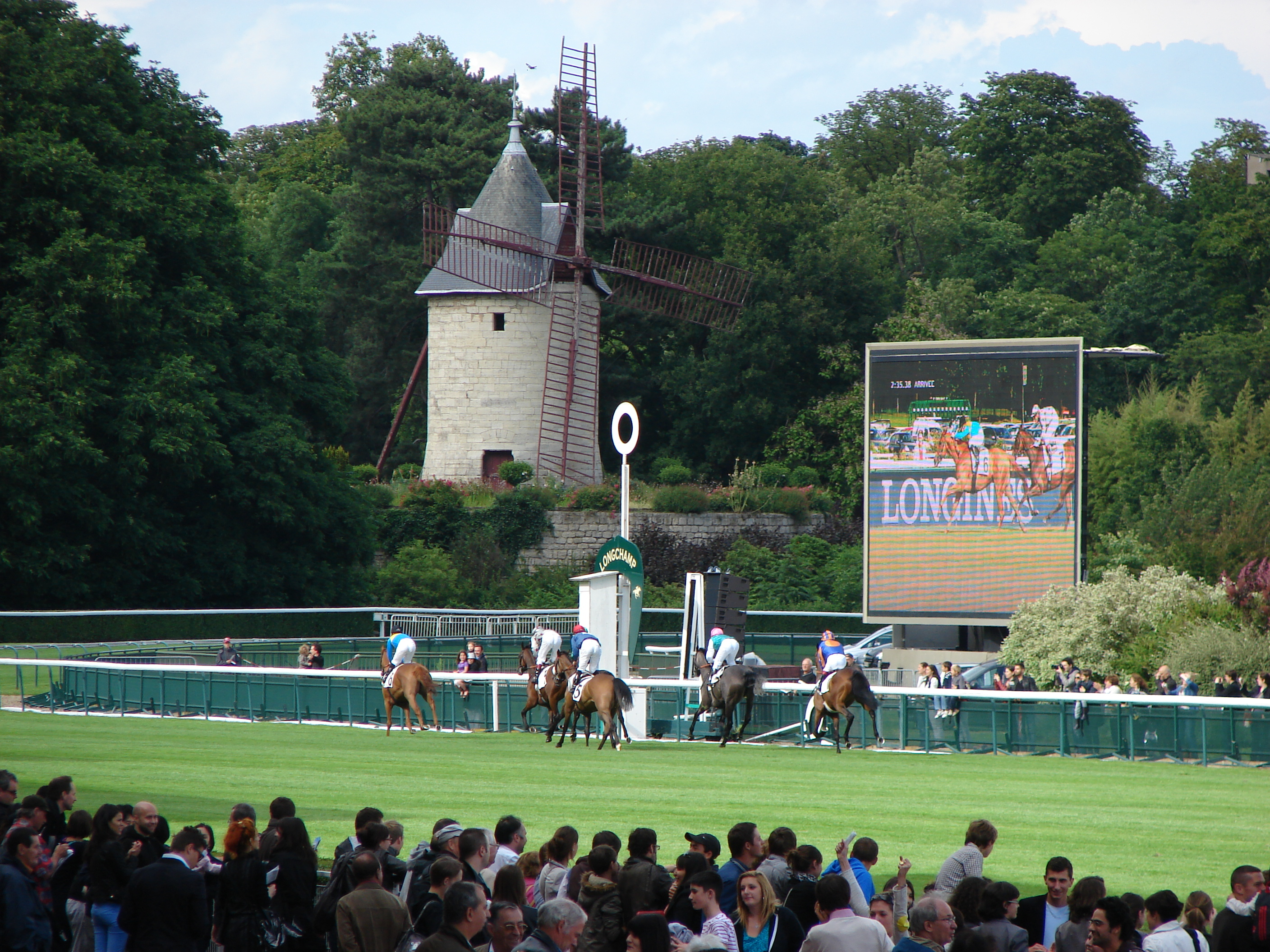
ロンシャン競馬場の風車（2012年）

当時、パリ郊外にあるロンシャン競馬場の奥には、粉を挽く風車小屋があった。ジャン・キャスグランは、フランス語で「粉挽き」を意味する「キャスグラン」という名から、粉を挽く風車を想起させる競馬場をブランド名にし、颯爽と駆ける馬と騎手をロゴに選んだ。

### 1950年代：革巻きパイプからレザーグッズへ
キャスグランは、革巻きパイプの成功から、ロンシャンの未来は革小物、パスポートカバー、財布、バッグ、その他の男性向けレザーアクセサリーの製品ラインナップ拡大・多様化にかかっていると確信した。 
1950年代初頭、既に全ての大陸で調査と販売を行っていたキャスグランは、輸出マネージャーを雇い、製品の輸出に乗り出した。 
ジャンと息子のフィリップ・キャスグランが、市場と機会の拡大に関心を持ち、ロンシャンは、1970年代終わりに向けて東南アジアにブティックをオープン。シンガポール、香港、日本で初めて販売されるヨーロッパブランドのひとつとなり、世界的な事業展開へと向かった。 

### 1970年代：初めてのレディースハンドバッグ
事業が拡大するにつれて、ジャン・キャスグランは、女性がハンドバッグに興味を抱いていることに気付いていった。ロンシャンは、1971年に化粧ポーチをリワークしてショルダーストラップと2つのフラップを加えた初のレディースハンドバッグを発表した。 
ナイロン製のバッグを製作したのは、ロンシャンが初めてである。1970年代にフィリップ・キャスグランが、カーキ色のナイロンとレザーのバッグラインを構想。このシリーズは持ち運ぶには重いスーツケースに取って代わり、大成功を収めた。フィリップ・キャスグランは、4分の1のサイズに折り畳んでシンプルなポーチに収納できるエクストラ バッグも発明。エクストラ バッグは、1993年に誕生したル プリアージュ ハンドバッグの前身である。
それ以来、ロンシャンはラゲージとレディースハンドバッグに重点を置くようになった。 
1978年に初めてのレディースハンドバッグシリーズ、LMラインを発表。バッグはプリントレザーで作られた。同年に、喫煙者向けアイテムはカタログから姿を消した。
1983年に、フィリップがロンシャンのCEO（最高経営責任者）に就任。妻のミッシェルを迎えリテール部門の指揮を任せた。1991年には、フィリップとミッシェルの長男ジャンも入社し経営に携わるようになった。後に、娘のソフィがアーティスティック・ディレクターに就任した。

### 1993年：ル プリアージュ
1993年はロンシャンの歴史に転機が訪れた年であった。1993年に、CEOのフィリップ・キャスグラン自らが、ロンシャンで最も有名なハンドバッグとなる、ル プリアージュをデザイン。ル プリアージュとはフランス語で「折り畳むこと」を意味する。フィリップ・キャスグランは、スタイリッシュでありながら折り畳める実用的なバッグを創り上げた。ル プリアージュは、封筒をイメージさせる独特な台形のフォルムに収まるハンドバッグである。
フィリップ・キャスグランは、軽量なバッグを実現するためにハンドル部にロシアのレザーを使用し、ボディーのナイロンキャバスと組み合わせた。
シンプルなシェイプに、さまざまなカラーとスタイルで展開するバッグは、ブランドで最も人気のある製品となっており、世界中で最も愛されているハンドバッグのひとつである。
ケイト・ミドルトン、メアリー・ベリー、ケイティ・ホームズ、エイミー・アダムス、アレクサ・チャンが、ル プリアージュ ハンドバッグを愛用している。ロンシャンは、メアリー・カトランズ、ジェレミー・スコット、サラ・モリスといったアーティストたちとのコラボレーションで、ル　プリアージュ トートバッグシリーズの再解釈を行っている。

### 2000年代

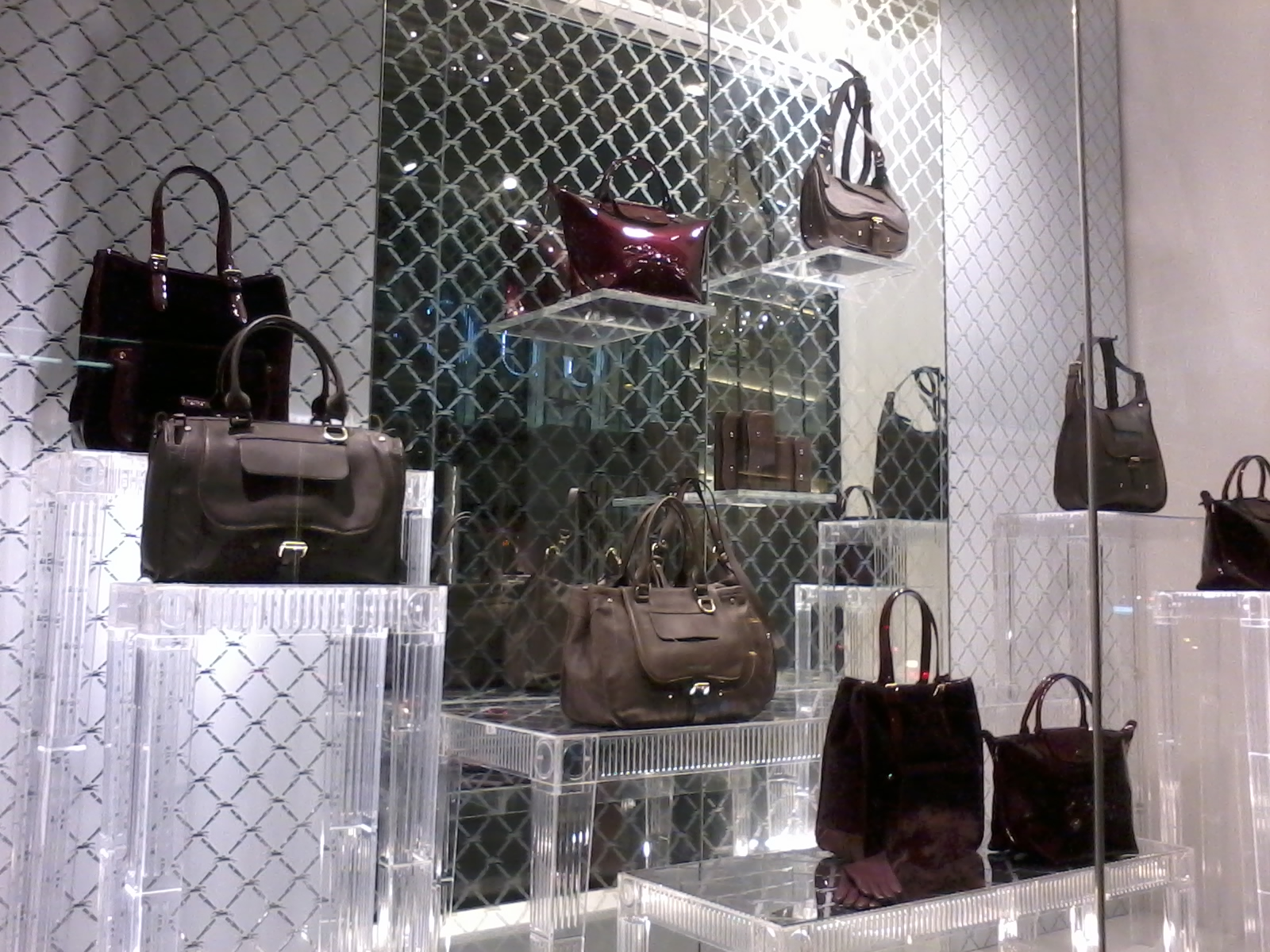
香港店のショーウィンドウ

ロンシャンは何年にもわたって、ハンドバッグとラゲージから、メンズ・レディース ファッションアクセサリー、レディース「プレタポルテ」、シューズコレクションへと事業を拡大してきた。 
ブランドのアーティスティック・ディレクションは、創業者であるジャン・キャスグランの孫娘にあたるソフィ・ドゥラフォンテーヌが担当している。ソフィ・ドゥラフォンテーヌは、バッグ、レザーウェア、ビジネスラインなどのシリーズ全体におけるイメージとクリエーションの責任者である。
ロンシャンはクリエイティビティで知られ、ル プリアージュバッグに加えて、カーフ・フローネ・レザー、LMプリントモチーフ、ギャッビー、インペリアル、レジェンド、コスモス、グロスター（ケイト・モスとのコラボ）といったハンドバッグでも有名である。
ものづくりのノウハウ、高品質の製品、絶え間ないイノベーションが、会社の発展戦略の中核を成している。ロンシャンの理念は、継続的な再発明とコンテンポラリーであり続けることである。
ロンシャンは、創立70周年を記念して2018年9月にニューヨーク・ファッションウィークで初めてショーを開催した。セレブリティーには、ケンダル・ジャンナー、ケイト・モス、カイア・ガーバーに加え、イザベル・ユペールが顔を揃えた。 ソフィ・ドゥラフォンテーヌがメゾンのコレクション全体のアーティステック・ディレクターを担当。
ケンダル・ジャンナーは、2018年4月よりロンシャンのアンバサダーを務める。2018年5月には、ジョン・クリストファー・ピナがブランドのために手がけたミニムービー「The Encounter」にケンダル・ジャンナーを起用。 
2019年2月には、ニューヨークのウォール・ストリートで行ったショーで2019年秋夏コレクションを発表した。
2020年8月、Longchampは、リサイクルナイロンファイバー「Econyl」から設計されたバッグの最初のラインであるGreenDistrictを発売。

## ディレクター陣
ロンシャンの経営管理は、創業者ジャン・キャスグランの直系子孫である二世代目と三世代目が行っている： 
- 最高経営責任者　ジャン・キャスグラン[1][4]
- アーティスティック・ディレクター　ソフィ・ドゥラフォンテーヌ[1]
- アメリカブティック・ディレクター 　オリヴィエ・キャスグラン

ブティック・ディレクターだったミッシェル・キャスグランは、2016年11月に死去。
ロンシャンの価値評価は15億ドルにのぼる。会社が独立性を保っているため、安定し、長期的な展望を踏まえた計画を打ち出すことが可能である。ロンシャンは、フランスに残る数少ない家族経営のレザーグッズメーカーのうちの一社である。
フィリップ・キャスグランは、2020年11月28日に新型コロナウイルス感染症で83歳で死去。

## クリエーションとアーティスティック・コラボレーション
ロンシャンの製品は、1950年代・60年代にフランス映画、特にジャン・ギャバンの映画に登場した。 
アートとブランドの関係は、1970年代に有名な仏露アーティストのセルジュ・マンジィスキのデザインによるリミテッドエディションシリーズを発表した時から継続している。1971年にマンジィスキは、バッグにレザーパッチワークを加えた。ロンシャンはこの発明で、最初に一流アーティストとのコラボレーションの世界に参入したレザーグッズブランドのうちの一社となった。それ以来、特別な製品のデザインやブティック開設の際に、アーティストたちとのコラボレーションが続いている。
2004年に、ロンシャンは独立デザイナーのトーマス・ヘザーウィックとのコラボレーションを開始。ヘザーウィックは、まずベストセラーとなったジップ・バッグをデザインした。長いジッパーがバッグを構成するハンドバッグである。ジップ・バッグの成功により、ヘザーウィックがロンシャンのニューヨーク旗艦店のデザインを担当することになった。 
2004年と2005年には、トレイシー・エミンがロンシャンのラゲージをパーソナライズ。トレイシー・エミンは、「Me Every Time」というメッセージを施したパッチワークのロンシャンバッグを実現した。 
2005年以来ジェレミー・スコットは、ル プリアージュのスペシャルエディションを定期的に、そしてハンドバッグのシリーズを毎年デザインしている。
2008年には、ジャン＝リュック・モーマンが手がけたLMシリーズの復刻版が販売された。
2009年には、ジェレミー・スコット、シャルル・アナスタス、デザインデュオBLESSが、フランス国内外のモードの新しい才能を発掘・支援するANDAM （フランス国立モード芸術開発協会）の20周年を祝うために協力。この機会に、各デザイナーはロンシャンのル プリアージュバッグのリミテッドエディションをそれぞれ実現した。「ル プリアージュは、クロワッサンやエッフェル塔と同様、フランスの象徴です。シックで洗練された、スタイリッシュなオールインワンです」とジェレミー・スコットは語った。
2005年～2015年にかけてジェレミー・スコットは、20スタイルのバッグを生み出した。毎年、ポップカルチャーなデザインの中から一つを応用させて、ロンシャンのル プリアージュに新しいルックを与えている。この10年でジェレミーは、宇宙のプードル、星座、クレジットカード、タイヤ跡などのモチーフを展開。ロンシャンとのコラボレーション10周年を記念した限定版のハンドバッグには、デザイナーにより「Wish you were here」と書き添えられたハリウッドからのポストカードが描かれている。
ケイト・モスは、初めてロンシャンの広告キャンペーンに起用された2005年から2011年までロンシャンのアイコンを務めた。ケイトは、初の起用広告キャンペーンから数年後、ロンシャンとのコラボレーションでハンドバッグをデザイン。
まず初めに、伝説のバッグに赤のラインを加える提案をした。こうして、トップモデルはロンシャンのアーティスティック・ディレクター、ソフィ・ドゥラフォンテーヌとの共同製作で、「ケイト・モス・フォー・ロンシャン」の名でバッグを発表し、2010年には、ケイト自身のハンドバッグ使いをベースにした全ラインナップを発売。ケイト・モス・シリーズは、ケイトの「シティライフ」を反映した12バリエーションに及ぶバッグで構成されている。ネーミングは、ソーホー、ラッドブローク、グロスター、グラストンベリーといった、ケイトのロンドンのお気に入りの場所から付けられた。 
2011年に、ロンシャンは、デザイナーのメアリー・カトランズと共同してプリント トートバッグのラインナップを生み出した。「トロンプルイユ」のファブリックをフィーチャーしたバッグは、ベトナムの寺院と咲き誇る花々からインスピレーションを得た、大胆な色使いのワイルドなデザインである。メアリーは、2012年に新プリントのスペシャルハンドバッグ2点を創作。大きいトートバッグには、蘭、龍、珊瑚の装飾が施され、小さいトートバッグには、アジアン寺院と彼女の始発点でもあるNYカーネギー・ホールのエントランスを融合させた、カラフルなランタンと花々が散りばめられている。メアリーは、蘭とランタンをフィーチャーした、ル プリアージュ ハンドバッグもデザインしている。 
ロンシャンは、2014年にサラ・モリスとパートナーシップを組み、ル プリアージュ ハンドバッグのリミテッドエディションを発表した。 
2016年4月に、ロンシャンは、パリのサントノレ通りに面した由緒あるブティックの改修工事をスタート。工事中、ファサードは、アメリカのアーティスト、ライアン・マクギネスによる鮮やかで刺激的なアート作品「Mindscapes」で覆われた。
ロンシャンは、2017年に米仏アーティーストのヴァーラム・ムラチャンとコラボレーションを行う。
シェーン・オリバーは、2018年にプレタポルテとアクセサリーの「ロンシャン バイ シェーン・オリバー」コレクションを発表。ル プリアージュ バッグのアレンジに加えて、ロンシャンの他のモデルのデザインも手がける。
2020年9月のパリファッションウィーク中に、Longchamp はLePliageのバッグラインでポケモンとのコラボレーションを発表。キャラクターピカチュウは、ブランドの歴史を参考に、騎手爆弾で飾られているように見える。このブランドは、プレイヤーが仮想Longchampバックパックを使用してアバターをカスタマイズできるPokémon GOゲームにも存在する。

## アトリエ
ジャン・キャスグランは、はじめは喫煙者向けアイテム（特にパイプ）を販売していた。それらはパリの職人たちが手作業でパイプに革を巻いたものだった。成功に伴い、提供する製品も多様化し、それに対応するため、彼は1959年にフランスのスグレに初のアトリエを立ち上げた。 
会社の製造能力は、スグレと、1969年開設のレマラール、1972年開設のエルネ、そして2000年代開設のコンブレ、シャトー＝ゴンチエ、モントルネといった新施設を通じて、徐々に増えていった。 
ロンシャンはフランスで製品を作り続けている。独自のアトリエを持ち、フランスで最大規模の皮革製造を行っている。フランス国内にある6つのアトリエでブランドが販売しているハンドバッグのうち半分を製造し、残りの半分の製造をパートナーが担当している。
現在ロンシャンは、フランスのプゾージュに新しい製造工場を建設中である。現在モントルネがベースとなっている皮革工房を、この新工場に移転する予定となっている。このプロジェクトは、製造プロセスを発展・近代化させるための計画の一環である。新工場の敷地面積は約7000平方メートルにのぼり、従業人100人（現在は70人）の稼働スペースに加え、新スタッフの教育研修・フォローのためのラーニングワークショップのスペースも設けている。新しい製造工場は2018年にオープン予定となっている。
主にフランスとイタリアで専門メーカーが製造しているプレタポルテとシューズコレクションを除き、製品の大部分は自社製造を行っている。 
従業員1650人とハンドバッグとアクセサリーの製造者1500人の合計は3000人にのぼる。
ロンシャンは、2018年、ヴァンデ県プゾージュに敷地面積7000平方メートルにのぼる新工場をオープン。フランス国内で6番目のアトリエとなる。この新製造ユニットには、研修・ワークショップスペースを設けている。 
2018年、生産の半分をフランス国内で行い、フランス西部に位置するアトリエでは、900名の従業員を雇用する。
ロンシャンは2018年、世界各国に1500か所の販売ポイントを数え、そのうち300店舗の直営ブティックを展開している。世界中でロンシャンの事業に携わる者の人数は3200名にのぼる。

## 各ブティック

### アメリカ
ロンシャンは、リテーラーを通じて1950年代よりアメリカでの販売を行っている。1984年に、初のアメリカブティックをマディソン大通りにオープン。ブランドの製品を扱うアメリカの主要小売店のサックス・フィフス・アベニューとノードストロームの後には、ブルーミングデールズが続いた。1993年に、事業拡大のためニューヨーク市に自社オフィスを設立。 
2006年には、ニューヨーク市内ソーホー地区にブティックの旗艦店「La Maison Unique」をオープン。この店舗はブランドの最大規模を誇り、ベストセラーアイテムとなった「ジップ・バッグ」ハンドバッグを生み出したトーマス・ヘザーウィックがデザインを手がけた。 
2014年時点で、ロンシャンは北米に17店舗を展開している。 
ロンシャンは、2018年4月にニューヨーク5番街に新店舗をオープン。米カリフォルニア州ビバリーヒルズにブティックをオープン。

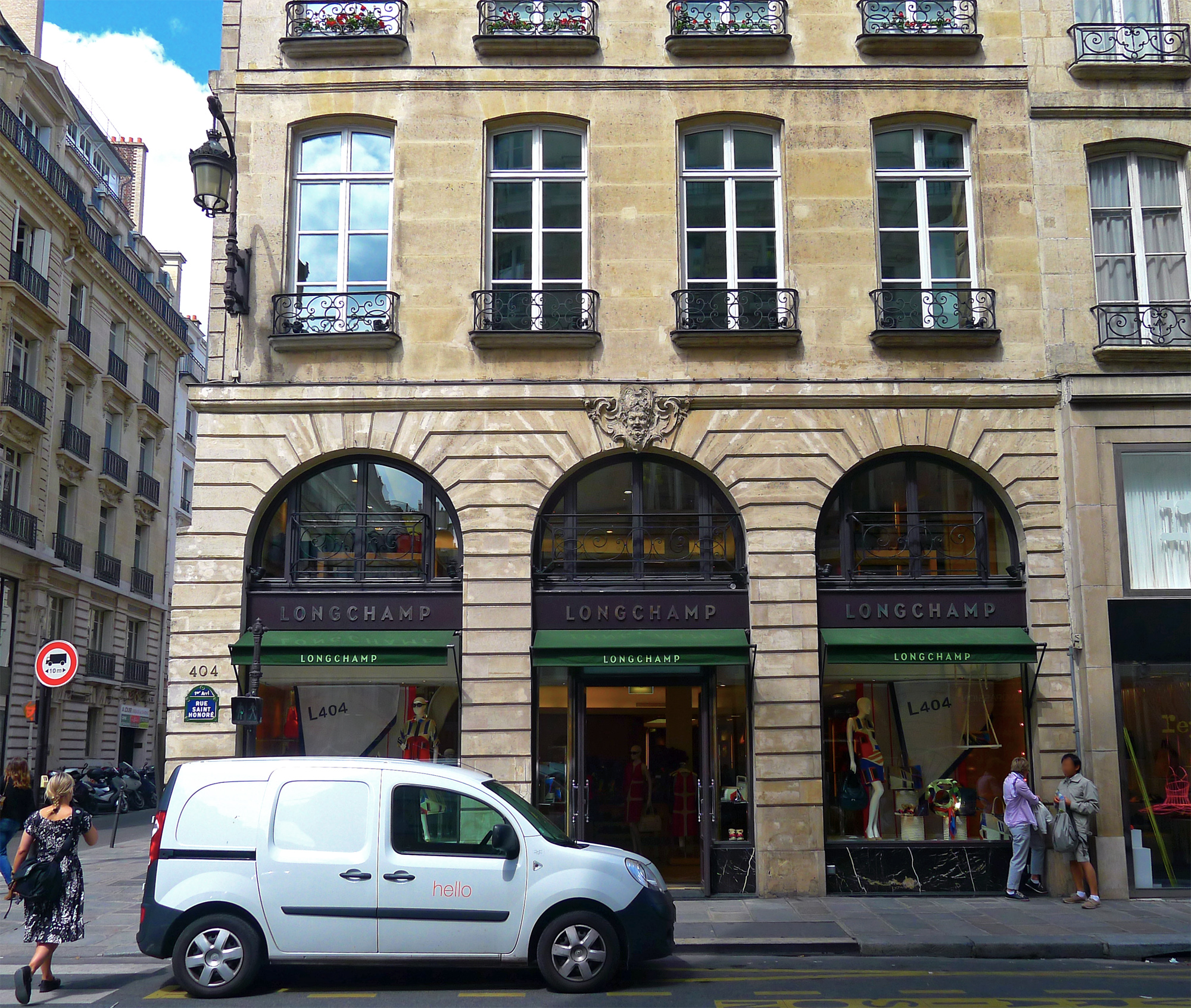
サントノレ本店（ パリ1区サントノレ通り 404、）

### ヨーロッパ
1998年にフランスパリのサントノレ通り390番地に初の専用ブティックをオープン。1999年には、セールスフロア拡大にあたり、パリのブティックをサントノレ通り404番地に移転。
2013年にロンドンのリージェントストリートに、ニューヨーク市に継いで世界で2番目に大きい、ヨーロッパ最大のブティックをオープン。 
2014年12月には、パリのシャンゼリゼに更に大きいブティックをオープン。500m2の店舗は、ヨーロッパで最も大きいロンシャンのブティックである。旗艦店の2フロアには、メンズ・レディース レザーグッズの他、ラゲージ、レディースプレタポルテ、シューズを含む、メゾンのすべてのコレクションが並ぶ。ブティックの壁には、有名なル プリアージュ ハンドバッグが飾られ、パリジャンや世界各国から訪れるツーリストを魅了している。 
ロンドン、ローマ、バルセロナ、ミュンヘン、ベニスを含むヨーロッパ主要都市で展開している。

### アジア

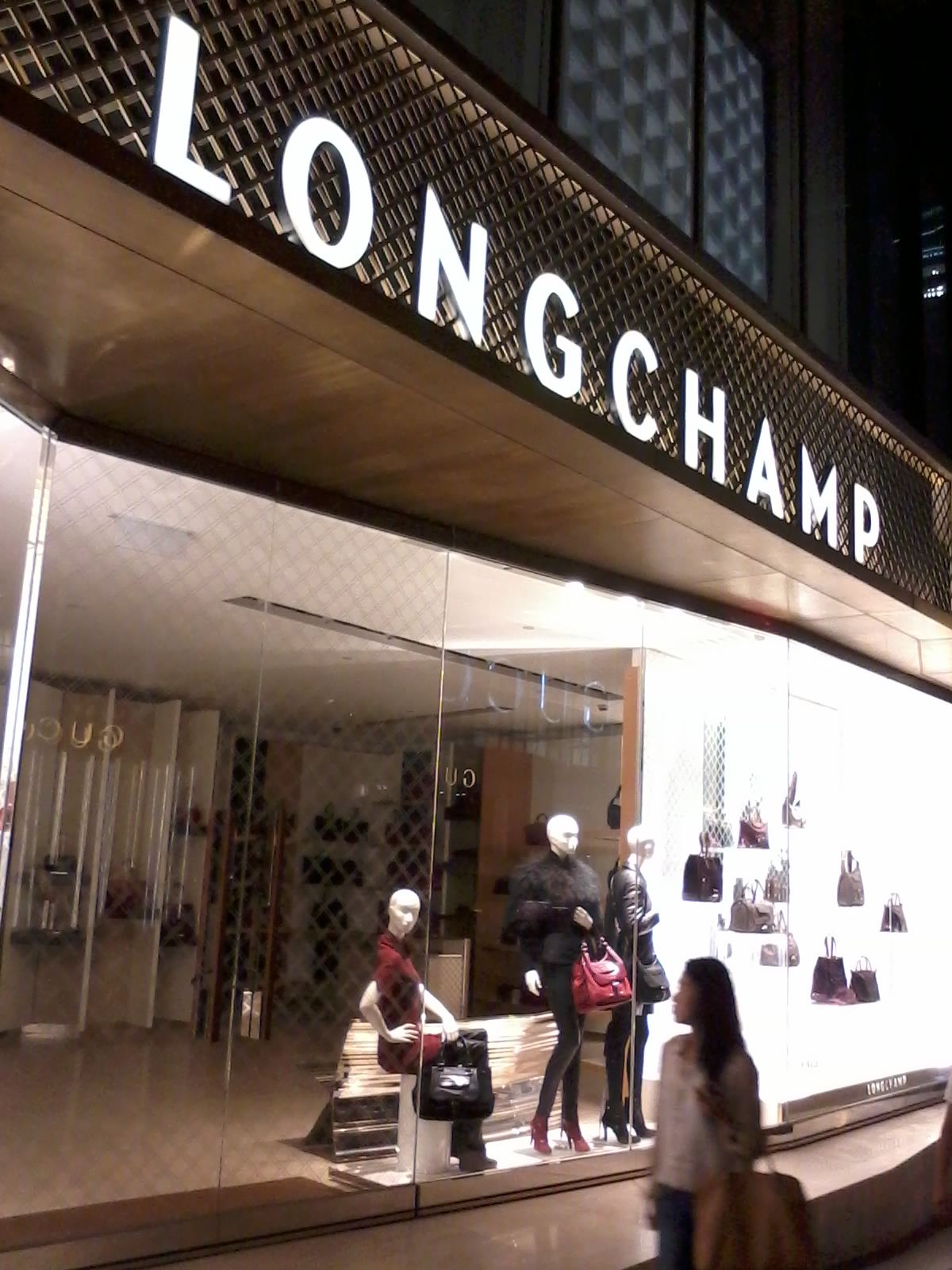
香港店（中環クイーンズ・ロード、）

ロンシャンは、2006年より中国での展開も行っている。 
2011年に、香港に新たな旗艦店「La Maison 8」をオープン。このブティックは、ロンシャンにとって世界で2番目（ソーホーに次ぐ）の規模となる。その一年後、北京、上海を含み、中国にさらに7店舗をオープンし、中国での店舗数は合計で50店舗となっている。 
2014年には東南アジアで22店舗をオープン。これらの店舗の売上高は、全売上高の10％に相当する。
2017年9月29日、東京 表参道・原宿エリアに、日本国内初のロンシャン旗艦店「ロンシャン ラ メゾン 表参道」がオープンした。
ロンシャンは、2017年10月に東京の表参道にアジア最大のブティックをオープン。7階にわたるフロアに、ラゲージ、ウェア、シューズ、バッグなどのコレクションをフルラインナップで揃える。 オーストラリア人アーティスト、ジョン・アスラニディスによるファサードがビルの一部を包み込んでいるように見える。
2018年には、ミスター・バッグの名で知られる中国ブロガーのタオ・リャンとのコラボレーションでカプセルコレクションを発表。 
ロンシャンの中国の店舗数は合計で18店舗を数える。2019年には中国のeコマースサイトを立ち上げる。

### グローバル展開
ロンシャンは、2013年に事業拡大促進に向けてロジスティックに投資を行った。フランスのスグレに23000m2のロジスティックセンターを建設するためである。この施設は、以前の施設と比べて2倍の規模にあたる。
海外販売網を有するロンシャンは、幅広いラインナップの製品を販売している。 
ロンシャンは、ブラジル、イスラエル、アブダビ、ペルー、チリ、パラグアイ、カナダ、オーストラリア、マカオ、カンボジア、ドバイ、クアラルンプール、タイ、フィリピン、インドネシアなどを含む80ヵ国で展開している。サウジアラビアとカタールに重点を置いた中東地域のネットワーク拡大も計画しており、メキシコ、ヴェネズエラ、コロンビアにフランチャイズショップも有している。
世界各国に300店舗以上の直営ブチィックを展開しており、リテーラー、自社ブティック、デパート店舗、マルチブランド ファインレザーグッズ販売業者、エアポートショップ、オンライン販売、20の物流子会社を含め1500か所の販売ポイントを数える。